# Raised-Cosine-Filter
Das Raised-Cosine-Filter, auch als Kosinus-Roll-off-Filter bezeichnet, ist ein in der digitalen Signalverarbeitung, einem Teilbereich der Nachrichtentechnik, angewandtes elektronisches Filter, das zur Formung von Signalimpulsen verwendet wird. Es gehört zu der Gruppe der Nyquist-Filter.
Als wesentliche Eigenschaft erfüllt dieses Filter die erste Nyquistbedingung. Dies bedeutet, dass zeitlich aufeinanderfolgende Signalimpulse, die mit diesem Filter geformt werden, im Zeitraster des Abtastsignals Nullstellen besitzen und damit vorausgehende und nachfolgende Impulse zu den Abtastzeitpunkten nicht beeinträchtigen. Damit erlaubt dieses Filter eine zeitlich diskrete Signalübertragung, in der keine Intersymbolinterferenz (ISI) auftritt.

## Darstellung
Ein Raised-Cosine-Filter weist immer die Eigenschaften eines Tiefpasses auf und wird in digitalen Filterstrukturen (etwa als Filter mit endlicher Impulsantwort (FIR)) realisiert. Seine Übertragungsfunktion (der Betrag des Frequenzganges) ist bis zu einer bestimmten Frequenz, die von einem Roll-off-Faktor abhängt, konstant und fällt darüber hinaus für höhere Frequenzen kosinusförmig bis auf den Wert Null ab. Aus diesem Umstand leitet sich auch die Bezeichnung dieses Filters ab.
Das Raised-Cosine-Filter wird bei digitalen Signalübertragungen zur Formung der am Übertragungskanal verwendeten Sendeimpulse verwendet. Die Sendeimpulse, oder auch Symbole genannt, stellen die diskrete, zu übertragene Information dar. Der Übertragungskanal kann beispielsweise ein Funkkanal oder auch leitungsgebunden sein. Anwendungen liegen daher bei digitalen Übertragungen wie beispielsweise im Mobilfunkbereich.
Die Implementierung dieses Filters erfolgt in digitalen Signalprozessoren (DSP), anwendungsspezifischen integrierte Schaltungen (ASIC) oder frei programmierbaren digitalen Schaltungen, den so genannten Field Programmable Gate Arrays (FPGA).

## Übertragungsfunktion
Die Übertragungsfunktion dieses Filters ist, abgesehen von der bei zeitdiskreten Übertragungssystemen immer wesentlichen Symbolrate (1/T), von einem speziellen Faktor, dem Roll-off-Faktor α, abhängig. Die Bezeichnung α für den Roll-off-Faktor ist in der Literatur nicht einheitlich gewählt. Es kommen auch Bezeichnungen wie r oder β vor.
Mit diesem Faktor, der Werte zwischen 0 und 1 annehmen kann, wird die Steilheit der Übertragungskennlinie wesentlich beeinflusst: Für den Grenzwert α = 0 ergibt sich ein idealer, nicht kausaler Tiefpass mit rechteckförmiger Übertragungsfunktion. Für α = 1 ergibt sich eine maximal flache Kosinusflanke. Für Zwischenwerte ist der dazugehörige Frequenzgang in einem bestimmten Bereich annähernd konstant und fällt erst dann mit einer etwas steileren Kosinusflanke ab, wie in nachfolgenden Abbildungen dargestellt:
|  |  |

Je größer der Roll-off-Faktor ist, desto mehr nimmt die Bandbreite des Filters zu. Die Bandbreite kann (aufgrund der zeitdiskreten Eigenschaft) nur maximal bis zur Symbolrate 1/T zunehmen. Ein kleinerer Roll-off-Faktor führt, aufgrund der steiler werdenden Filterflanke, zu größeren unerwünschten Überschwingungen, die letztlich in realen Übertragungssystemen ein größeres Phasenrauschen und damit eine unzureichende Pulsformung bewirken. Das kann zu Fehlern in der Demodulation führen.
In der Praxis wird dennoch meist ein Roll-off-Faktor unter 0,5 im Bereich von 0,2 bis 0,5 verwendet, da dadurch kostbare Bandbreite eingespart werden kann. So verwendet beispielsweise der Mobilfunkstandard UMTS für die darin verwendeten Impulsfilter einen Roll-off-Faktor von α = 0,22.
Die Bandbreite des Filters mit der Symbolrate fs = 1/T berechnet sich im Basisband zu:
{\displaystyle B={\frac {1}{2}}\left(1+\alpha \right)\cdot f_{s}}

### Mathematische Beschreibung der Übertragungsfunktion
Die auf 1 normierte Übertragungsfunktion H(f) ist gegeben durch
{\displaystyle H(f)={\begin{cases}1,&|f|\leq {\frac {1-\alpha }{2T}}\\\cos ^{2}\left({\frac {\pi T}{2\alpha }}\left(|f|-{\frac {1-\alpha }{2T}}\right)\right),&{\frac {1-\alpha }{2T}}<|f|\leq {\frac {1+\alpha }{2T}}\\0,&{\textrm {sonst}}\end{cases}}}
mit der Impulsantwort
{\displaystyle h(t)={\begin{cases}1,&t=0\\{\frac {\sin(\pi /(2\alpha ))}{\pi /(2\alpha )}}{\frac {\pi }{4}},&|t|={\frac {T}{2\alpha }}\\{\frac {\sin(\pi t/T)}{\pi t/T}}{\frac {\cos(\alpha \pi t/T)}{1-(2\alpha t/T)^{2}}},&{\textrm {sonst}}\\\end{cases}}},
wobei die Singularitäten bei {\displaystyle t=0} und {\displaystyle |t|=T/(2\alpha )} durch stetige Fortsetzung behoben wurden. Die Impulsantwort weist den Verlauf der si-Funktion auf, die bei Vielfachen der Symboldauer T Nullstellen hat und damit frei von Intersymbolinterferenz ist.

## Symbolrate
Die übertragbare Symbolrate eines Raised-Cosine-Filters bei gegebenen Roll-off-Faktors α und einer Bandbreite B beträgt:
{\displaystyle f_{s}={\frac {1}{T}}={\frac {2B}{1+\alpha }}}
Da im Bandpassbereich die doppelte Bandbreite (aufgrund des Entstehens von zwei Seitenbändern vgl. Amplitudenmodulation) eingenommen wird ergibt sich:
{\displaystyle f_{s}={\frac {B_{\mathrm {HF} }}{1+\alpha }}}
Im Basisband liegt die Bandbreiteneffizienz im Grenzfall von α=0 bei 2 Symbole/s pro Hertz Bandbreite bzw. bei binärer Übertragung 2 Bit/s pro Hertz Bandbreite und halbiert sich bei doppeltem Bandbreitenbedarf im Bandpassbereich. Bei praktischen Realisierungen werden Roll-off-Faktoren im Bereich α=0,3 (30 %) gewählt, wodurch sich bei binärer Übertragung eine spektrale Effizienz von ca. 1,5 Bit/s pro Hertz Bandbreite ergibt.

## Augendiagramm
Die folgenden Abbildungen zeigen Augendiagramme von Raised-Cosine-Filtern mit verschiedenen Roll-off-Faktoren. Mit diesem lässt sich die Qualität der Signale beurteilen.
|  |  |

## Root-Raised-Cosine-Filter
Das Root-Raised-Cosine-Filter, kurz RRC, entspricht der Wurzel (engl. root) aus dem Raised-Cosine-Filter.